# 富爾頓縣 (印第安納州)
富爾頓縣（英語：Fulton County）是美國印第安納州中北部的一個縣。面積954平方公里。根據2010年美國人口普查，共有人口20,836人。縣治羅徹斯特（Rochester）。
富尔顿县成立於1836年。縣名紀念蒸汽船發明者羅伯特·富爾頓。
Template:富爾頓縣 (印第安納州)